# Almofala (Castro Daire)
Almofala é uma povoação portuguesa do Município de Castro Daire que é sede da Freguesia de Almofala, freguesia com 18,6 km² de área e 222 habitantes (censo de 2021), e, por isso, com uma densidade populacional de 11,9 hab./km².

## Geografia
É atravessada pelo Rio Varosa.

## História
Pertenceu ao extinto concelho de Mondim da Beira até 26 de Junho de 1896, passando a integrar, desde essa data, o concelho de Armamar. Em 13 de Janeiro de 1898 foi anexada ao de Castro Daire.

## Economia
A economia da freguesia é dominada pelo setor primário, em especial por agricultura de subsistência, pastorícia e exploração florestal (pinheiro e eucalipto). As remessas de emigrantes constituem a grande fonte de rendimento das famílias.

## Demografia
A população registada nos censos foi:
| Distribuição da População por Grupos Etários | Distribuição da População por Grupos Etários | Distribuição da População por Grupos Etários | Distribuição da População por Grupos Etários | Distribuição da População por Grupos Etários |
| -------------------------------------------- | -------------------------------------------- | -------------------------------------------- | -------------------------------------------- | -------------------------------------------- |
| Ano                                          | 0-14 Anos                                    | 15-24 Anos                                   | 25-64 Anos                                   | > 65 Anos                                    |
| 2001                                         | 34                                           | 37                                           | 120                                          | 89                                           |
| 2011                                         | 18                                           | 18                                           | 115                                          | 77                                           |
| 2021                                         | 12                                           | 22                                           | 102                                          | 86                                           |

## Património
- Igreja Matriz de Almofala
- Capela de São Domingos
- Cruzeiro no largo do Castanheiro
- Capela de Santa Bárbara (Almofala)
- Capela de Bustelo